# Alexandrite Stage
Alexandrite Stage（アレキサンドライト ステージ、略称：アレステ）は、演劇やイベントなどの企画および運営などプロデュース全般を行う団体。2017年12月設立。俳優の野口大輔が代表を務める。

## 概要
取り扱う題材は、映画『華麗なるギャツビー』（原作：F・スコット・フィッツジェラルド）・『十二人の怒れる男』（原作：レジナルド・ローズ）・『A Midsummer Night’s Dream』（原作：ウィリアム・シェイクスピア）や小説『靖国への帰還』（内田康夫）の舞台化など原作のリメイク物から、自ら脚本を手掛けるオリジナル作品とその手掛けるジャンルは幅広い。シリーズ化された『Three Kingdoms 2020』では三国志の世界をオリジナル要素を含みながらも上手く纏め上げるなど、野口自身の歴史への造詣の深さも感じさせる。
特筆すべき点は、劇場に入った瞬間から観客が作品の世界観を堪能できるようにと趣向を凝らしたロビー作り、シンプルながらも洗練された舞台美術、お香を焚くなど五感を刺激する演出はカンパニーの特徴としてあげられる。

## プロデュースした作品
2018年
- 『12人の怒れる奴ら』（1月17日 - 21日、Theater新宿スターフィールド）
- 『Living of the Dead』（2月28日 - 3月4日、Theater新宿スターフィールド）
- 『ある女の、ある物語。』（3月16日 - 25日、Theater新宿スターフィールド）
- 『The Greatest Midsummer Night’s Dream』（7月20日 - 30日、Theater新宿スターフィールド）
- 『靖国への帰還』（10月4日 - 8日、渋谷区文化総合センター大和田 伝承ホール）

2019年
- 『12人の怒れる人たち』（2月6日 - 11日、シアター風姿花伝）
- 『The Great Gatsby In Tokyo』（3月13日 - 17日、DDD AOYAMA CROSS THEATER）
- 『どうしても、妻が死ぬ。』（5月8日 - 13日、ラゾーナ川崎プラザソル）
- 『The Great Gatsby In Tokyo』（9月25日 - 10月1日、DDD AOYAMA CROSS THEATER）
- 『CHICACO』（10月22日 - 27日、ラゾーナ川崎プラザソル）
- 『Renta Santa!!』（12月20日 - 25日、築地本願寺ブディストホール）

2020年
- 『Angry12』（2月19日 - 23日、DDD AOYAMA CROSS THEATER）
- 『Three Kingdoms〜蜀国編〜』（6月10日 - 14日、シアターグリーン BIG TREE THEATER）
- 『Three Kingdoms〜呉国編〜』（7月8日 - 12日、新宿村LIVE）
- 『Three Kingdoms〜魏国編〜』（8月6日 - 10日、CBGKシブゲキ!!）
- 『Three Kingdoms〜赤壁・戦略編〜』（11月4日 - 8日、CBGKシブゲキ!!）
- 『Three Kingdoms〜赤壁・合戦編〜』（11月11日 - 15日、シアター1010）

2021年
- 『CHICACO』（3月13日 - 21日、シアターグリーン BIG TREE THEATER）
- 『CHICACO2』（7月13日 - 18日、ラゾーナ川崎プラザソル）
- 『Angry12』（8月17日 - 29日、中目黒キンケロ・シアター / シアター風姿花伝）
- 『The Great Gatsby In Tokyo』（9月28日 - 10月3日、六本木トリコロールシアター）
- 『Three Kingdoms〜最終章〜』「激震・破滅編」「激震・再生編」（10月30日 - 11月3日、オルタナティブシアター）[1]

2022年
- 『The Great Gatsby In Tokyo』（6月17日 - 21日、三越劇場）
- 『G7』（8月17日 - 21日、三越劇場）[2]
- 『25Magic』（12月10日 - 19日、三越劇場）[3]

2023年
- 『CHICACO 2023』[4]
  - 東京公演（4月21日 - 30日、中目黒キンケロ・シアター）
  - 神奈川公演（5月4日 - 7日、ラゾーナ川崎プラザソル）
  - 大阪公演（5月13日 - 14日、一心寺シアター倶楽）
- 『PRINCESS TOYOTOMI』[5][6]
  - 東京公演（8月10日 - 13日、CBGKシブゲキ!!）
  - 大阪公演（8月18日 - 20日、近鉄アート館）
- 『The Great Gatsby 2023』[7]
  - 大阪公演（11月18日 - 19日、近鉄アート館）
  - 東京公演（11月23日 - 27日、三越劇場）
- 『25Magic』[8]
  - 東京公演（12月14日 - 17日、CBGKシブゲキ!!）
  - 大阪公演（12月23日 - 24日、SPACE14）

2024年
- 『CHICACO 2024』[9]
  - 東京公演（3月29日 - 4月7日、中目黒キンケロ・シアター）
  - 大阪公演（4月13日 - 14日、一心寺シアター倶楽）
- 『PRINCESS KYOUGOKU』（9月12日 - 17日、草月ホール）[10]
- 舞台版『武士の献立』（11月9日 - 17日、草月ホール）[11]

2025年
- 『CHICACO 2025』（2月14日 - 2月23日、中目黒キンケロ・シアター）
- 『G7』（4月11日 - 15日、三越劇場）
- ミュージカル版『武士の献立』[12][13]
  - 東京公演（7月10日 - 16日、草月ホール）
  - 石川公演（8月8日 - 10日[注釈 1] 10月24日 - 26日〈予定〉、能登演劇堂）

## キャスティング協力した作品
2016年
- 『幕末異聞 人斬りの恋』（渋谷区文化総合センター大和田 伝承ホール）
- 第三回宇野重吉演劇賞優秀賞受賞作品『THE BITCH』（三越劇場）
- ミュージカル『THE DAY〜終焉と新生の狭間で〜』（野方WIZホール）

2017年
- 『ちはやぶる神の国〜異聞・本能寺の変〜』（新宿村LIVE）
- ミュージカル『あした天使になあれ』（野方WIZホール）

2018年
- 『風雪の城〜LEAR〜』（渋谷区文化総合センター大和田 伝承ホール）

## 主なキャスティングした俳優
- 西岡德馬
- 和泉元彌
- 沢田亜矢子
- 赤井英和
- 池上季実子
- 前田耕陽（元・男闘呼組）
- 山口馬木也
- 津田英佑
- 金谷ヒデユキ
- 杏さゆり
- 武藤十夢（AKB48）
- 小川麻琴（元・モーニング娘。）
- 片山陽加（元・AKB48）
- 加藤智子（元・SKE48）
- 彩凪翔（元・宝塚歌劇団雪組)
- 三ッ矢直生（元・宝塚歌劇団花組)
- 愛花ちさき（元・宝塚歌劇団宙組）
- 藤岡沙也香（元・宝塚歌劇団花組）
- 金すんら（元・劇団四季）
- 奈良坂潤紀（元・劇団四季）
- 長谷部優（元・dream）
- 北村悠（元・FLAME）
- 山崎将平
- 小柳心
- 雷太
- 布川隼汰